# Баботок
46°01′ пн. ш. 16°53′ сх. д. / 46.01° пн. ш. 16.88° сх. д.
Баботок (хорв. Babotok) — населений пункт у Хорватії, у Б'єловарсько-Білогорській жупанії у складі громади Капела.

## Населення
Населення за даними перепису 2011 року становило 112 осіб.
Динаміка чисельності населення поселення: